# Begonia gracilis
Espèce
Synonymes
- Begonia diversifiolia Knowles & Westc.[1]
- Begonia gracilis var. annulata A.DC.[1]
- Begonia heterophylla Klotzsch[1]
- Begonia martiana Link & Otto[1]
- Begonia tuberosa Sessé & Moc.[1]
- Knesebeckia martiana (Link & Otto) Klotzsch[1]

Begonia gracilis est une espèce de plantes de la famille des Begoniaceae. Ce bégonia est originaire d'Amérique centrale. L'espèce fait partie de la section Quadriperigonia. Elle a été décrite en 1825 par Karl Sigismund Kunth (1788-1850). L'épithète spécifique gracilis signifie « gracieux, fin ».

## Répartition géographique
Cette espèce est présente au Mexique en Aguascalientes, au Chiapas, dans le Chihuahua, au Colima, à Mexico, dans le Durango, au Guanajuato, en Hidalgo, dans le Jalisco, dans l'Etat de Mexico, au Michoacan, dans le Morelos, au Nayararit, dans l'Etat de Puebla, au Quintana Roo, au San Luis Potosí, au Sinaloa, au Sonora, au Tamaulipas, dans l'Etat de Tlaxcala, au Veracruz et dans le Zacatecas ; et en Amérique Centrale au Guatemala.

## Liste des variétés
Selon Tropicos (6 février 2017) (Attention liste brute contenant possiblement des synonymes) :
- variété Begonia gracilis var. annulata A. DC.
- variété Begonia gracilis var. depauperata A. DC.
- variété Begonia gracilis var. diversifolia (Graham) A. DC.
- variété Begonia gracilis var. gracilis
- variété Begonia gracilis var. martiana (Link & Otto) A. DC.
- variété Begonia gracilis var. membranacea A. DC.
- variété Begonia gracilis var. nervipilosa A. DC.